# Ernest Etchi
Ernest Etchi-Oben (Buéa, 4 de junho de 1975) é um ex-futebolista camaronês que jogava como zagueiro.

## Carreira
Em seu país, jogou apenas pelo Cotonsport Garoua, onde foi bicampeão nacional em 1997 e 1998. Teve passagens ainda por clubes franceses (RC Lens e Châteauroux) e belgas (Eendracht Aalst e Charleroi), encerrando sua carreira no futebol de Israel, onde atuou por Bnei Sakhnin, Ashdod, Bnei Yehuda e Hapoel Bnei Lod.

## Seleção
Com a Seleção Camaronesa, Etchi disputou 17 partidas entre 1997 e 1999.
Na Copa Africana de Nações disputada em 1998 (era um dos 2 jogadores que atuavam no Campeonato Camaronês que foram convocados, juntamente com o goleiro-reserva Vincent Ongandzi, que defendia o Stade Bandjoun) jogou 4 partidas (Burkina Faso, Guiné, Argélia e República Democrática do Congo) na campanha que terminou nas quartas-de-final. Porém, o zagueiro não foi para a Copa da França - Joseph Elanga foi convocado em seu lugar.

## Títulos
Cotonsport Garoua
- Campeonato Camaronês: 2 (1997 e 1998)

RC Lens
- Copa da Liga Francesa: 1 (1998–99)